# Патон, Борис Евгеньевич
Бори́с Евге́ньевич Пато́н (укр. Бори́с Євге́нович Пато́н; 14 ноября 1918, Киев — 19 августа 2020, Киев) — советский и украинский учёный в области металлургии и технологии металлов, доктор технических наук, профессор. С 1962 года — президент Академии наук Украинской ССР. С 1953 года — директор Института электросварки имени Е. О. Патона. На момент смерти являлся старейшим (одновременно по возрасту и по сроку пребывания в должности) президентом государственной Академии наук в мире, а также старейшим (как по возрасту, так и по длительности пребывания в статусе) живущим действительным членом Национальной академии наук Украины и Российской академии наук.
Академик АН СССР (1962); почётный президент Российской инженерной академии и Международной инженерной академии. Дважды Герой Социалистического Труда (1969, 1978). Герой Украины (1998). Заслуженный изобретатель СССР (1983). Лауреат Ленинской премии (1957), Сталинской премии III степени (1950), премии Совета Министров СССР и двух Государственных премий Украины (1970, 2004). Кавалер четырёх орденов Ленина (1967, 1969, 1975, 1978). Член КПСС с 1952 года.
Депутат Верховного Совета СССР (1962—1989), член Президиума Верховного Совета УССР (1963—1980), член ЦК КПСС (1966—1991), президент Международной ассоциации академий наук, почётный член Римского клуба.

## Ранние годы
Родился 14 ноября 1918 года в Киеве в семье Евгения Оскаровича Патона (1870—1953), преподавателя Киевского политехнического института (впоследствии академика и директора Института электросварки) и Наталии Викторовны Патон (1885—1971), домохозяйки. Внук известного русского военачальника, героя русско-турецкой войны, генерала от инфантерии Виктора Будде. По словам Патона, в его паспорте было указано, что он является русским по национальности.
В 1941 году окончил Киевский политехнический институт по специальности «инженер-электрик»; кандидатская диссертация «Анализ работы сварочных головок и средств их питания при сваривании под флюсом» (1945); докторская диссертация «Исследование условий стойкого горения сварочной дуги и её регулирование» (1952).
В 1941—1942 годах — инженер электротехнической лаборатории, завод «Красное Сормово», Горький. Более 70 лет работал в Институте электросварки имени Е. О. Патона: в 1942—1945 годах — младший и старший научный сотрудник, в 1945—1950 годах — заведующий отделом, в 1950—1953 годах — заместитель директора по научной работе, с 1953 года — директор. С 1960-х годов — член редколлегии журнала «Наука и жизнь».

## Во главе Национальной академии наук Украины

Прижизненный бюст перед научно-природоведческим музеем в Киеве, установленный в 1982 году

С 1962 года Патон непрерывно был президентом  Академии наук Украинской ССР. При этом он каждый раз переизбирался в этой должности на безальтернативной основе. В последний раз был переизбран в 2015 году. Он не подал свою кандидатуру на выборы, назначенные на апрель 2020 года (которые были перенесены на более поздний срок из-за ситуации с эпидемией коронавируса).
В 1986—1994 годах — председатель Межведомственного научного совета по проблемам технического и социально-экономического прогнозирования при Президиуме НАНУ и Госплане УССР (с 1992 года — при Минэкономики Украины); главный редактор журналов «Автоматическая сварка», «Техническая диагностика и неразрушающий контроль», «Современная электрометаллургия», «Вестник Национальной академии наук Украины». В 1992—1995 годах — глава Комитета по Государственным премиям Украины в области науки и техники. В апреле — октябре 1992 года — член Коллегии по вопросам технической политики Верховной рады Украины.
В 1959—1988 годах — депутат, в 1963—1980 годах — член Президиума Верховного Совета УССР, в 1962—1989 год — депутат Совета Союза Верховного Совета СССР 6—11 созывов от Киева, в 1966—1989 годах — заместитель Председателя Совета Союза. В 1989—1991 годах — народный депутат СССР от КПСС. В 1961—1966 годах — кандидат в члены ЦК КПСС, в 1966—1991 годах — член ЦК КПСС; в 1960—1991 годах — член ЦК КПУ. Член Совета национальной безопасности и обороны Украины (август 1997 — февраль 2005 года).
После распада СССР в 1991 году Академия наук вступила в полосу кризиса и непрерывного сокращения численности сотрудников. Численность сотрудников на 1 января 2014 года составила 40 тыс. человек, тогда как в 1991 году их было около 89 тысяч человек. С 2014 года темпы сокращения численности Академии ускорились. За 2016 год численность сотрудников Академии сократилась более, чем на 6 тыс. человек. Если на 1 января 2016 года в Академии числились 37447 человек (в том числе 18346 научных работников), то на 1 января 2017 года в НАНУ было только 31129 сотрудников (в том числе 15919 научных работников). В апреле 2017 года Патон сообщил, что из-за «хронического бюджетного недофинансирования» были ликвидированы шесть учреждений Академии, а дефицит бюджета НАНУ составил более 23 млн долларов. При этом Национальная академия наук Украины является основным получателем средств, выделяемых из бюджета Украины на научные исследования. В 2017 году на науку из бюджета Украины было выделено 4,7 млрд гривен, из которых 2,7 млрд гривен получила Национальная академия наук Украины. На научные разработки вузов Украины по линии Министерства образования и науки Украины был выделен 621,5 млн гривен (часть из этой суммы досталась Национальной Академии наук Украины в виде грантов). На 2018 год на науку предусмотрены 6,1 млрд гривен. Увеличение финансирования из бюджета в 2018 году в первую очередь коснётся Национальной академии наук Украины (увеличение финансирования более, чем на 38 %) и в меньшей степени вузовской науки (увеличение на 12 %).
К 2017 году Патон установил три мировых рекорда — он старейший (одновременно по возрасту и по сроку пребывания в должности) президент государственной Академии наук в мире. Кроме того, он единственный глава государственной Академии наук, который является её ровесником (день основания Академии и день рождения Б. Е. Патона совпадают — 27 ноября 1918 года).
В начале 1990-х годов около Президиума Академии наук шли массовые акции протеста против Патона под лозунгами «Геть Патона!», «Патона с трона!». Патон приезжал на работу, проходя через строй протестующих.
Критики отмечали, что при Патоне в состав Национальной академии наук Украины были избраны государственные чиновники — Владимир Литвин и Николай Азаров. На посту президента Патон не отчитывался перед членами Академии о её имуществе, финансах и кадрах. К 2016 году в учреждениях Национальной Академии наук остались в основном пожилые учёные.
Также Патона критиковали за использование русского языка. Патон называл таких критиков «шароварщиками» и отвечал, что наука интернациональна.
На намеченное на 16 апреля 2020 года Общее собрание НАН Украины Патон не подал заявление.
Скончался 19 августа 2020 года на 102-м году жизни. Похоронен 22 августа на Байковом кладбище.

## Научные интересы
Автор свыше 1000 публикаций, в частности 20 монографий; свыше 400 изобретений. Научные исследования посвящены процессам автоматического и полуавтоматического сваривания под флюсом, разработке теоретических основ создания автоматов и полуавтоматов для дугового сваривания и сварочных источников питания; условиям продолжительного горения дуги и её регулирования; проблеме управления сварочными процессами. Изучал системы управления с разнообразными кибернетическими приборами, работал над созданием сварочных роботов. Большое внимание уделял изучению металлургии сваривания, усовершенствованию существующих и созданию новых металлических материалов.
Возглавлял исследование по применению сварочных источников теплоты в специальных плавильных агрегатах, которые увенчались созданием новой области качественной металлургии — спецэлектрометаллургии (электрошлаковый, плазмово-дуговой и электронно-лучевой переплавы).

## Членство в профессиональных обществах
Член Президиума АН СССР (1963—1991). С 1963 по 1991 годы — член Президиума Комитета по Ленинской и Государственной премиям СССР в области науки и техники; с 1989 по 1991 год — глава Комитета международной Ленинской премии мира. Академик АН СССР (1962; с 1992 — РАН), иностранный член Болгарской АН (1969), Чехословацкой АН (1973), Академии наук и искусств Боснии и Герцоговины (1975), АН ГДР (1980), Шведской академии инженерных наук (1986), Национальной АН Индии (1994), АН Беларуси (1995), АН Казахстана (1995), АН Грузии (1996), Национальной АН Таджикистана (2001), Национальной АН Киргизской Республики (2004), Академии Европы (1991), Международной академии астронавтики (1997), Международной АН образования, индустрии и искусства (США, 1997), почётный член Национальной АН Республики Армения (1994), член Международной инженерной академии (1991), Американского сварочного общества (1978), Международного общества по материаловедению (1994); почётный член, президент Украинской ассоциации Римского клуба (1990), почётный член Международной академии наук, образования и искусства (International Academy of Sciences, Education and Arts). Почётный член Академии наук Молдавии (1998), Почётный член международной организации «Институт инженеров электротехники и электроники» (ІЕЕЕ) (2020).

## Семья
Жена — Ольга Борисовна Милованова (1921—2013) — научный работник, 63 года работала инженером в Институте механики им. С. П. Тимошенко НАН Украины, лауреат Государственной премии Украины в области науки и техники, в браке прожили 65 лет; дочь — Евгения (1956—2009) — была членом-корреспондентом НАНУ, заведующей лабораторией Института клеточной биологии и генетической инженерии НАНУ.

## Общественная деятельность
Был одним из академиков АН СССР, подписавших в 1973 году письмо учёных в газету «Правда» с осуждением «поведения академика А. Д. Сахарова». В письме Сахаров обвинялся в том, что он «выступил с рядом заявлений, порочащих государственный строй, внешнюю и внутреннюю политику Советского Союза», а его правозащитную деятельность академики оценивали как «порочащую честь и достоинство советского учёного».
Являлся доверенным лицом Юлии Тимошенко на президентских выборах 2010 года.
В августе 2011 года было обнародовано «письмо десяти» — письмо украинской интеллигенции в поддержку политики президента Украины Виктора Януковича. Одним из подписавших письмо был Борис Патон.

## Награды и звания
Государственные награды Украины:
- Герой Украины с вручением ордена Державы (26 ноября 1998 года) — за самоотверженное служение науке, выдающиеся достижения в области сварки и специальной электрометаллургии, которые содействовали признанию и утверждению авторитета отечественной науки в мире[37] (первым в истории удостоен данного звания)
- Орден Свободы (21 января 2012 года) — за значительный личный вклад в социально-экономическое, научно-техническое, культурно-образовательное развитие независимого Украинского государства, весомые трудовые достижения, многолетний добросовестный труд[38]
- Орден князя Ярослава Мудрого I степени (27 ноября 2008 года) — за многолетнее неутомимое служение отечественной науке, выдающийся личный вклад в укрепление научного и экономического потенциала Украины[39]
- Орден князя Ярослава Мудрого II степени (7 декабря 2018 года) — за весомый личный вклад в развитие отечественной науки, укрепление научно-технического потенциала Украинского государства, многолетнюю плодотворную работу и по случаю 100-летия со дня основания Национальной академии наук Украины[40]
- Орден князя Ярослава Мудрого IV степени (26 ноября 2003 года) — за выдающиеся личные заслуги в развитии отечественной науки, укрепление научно-технического потенциала и по случаю 85-летия Национальной академии наук Украины[41]
- Орден князя Ярослава Мудрого V степени (13 мая 1997 года) — за выдающиеся личные заслуги перед Украинским государством в развитии науки, утверждении авторитета национальной академической школы в мире[42]
- Орден «За заслуги» I степени (27 ноября 2013 года) — за выдающиеся личные заслуги в укреплении научно-технического потенциала Украинского государства, многолетнее самоотверженное служение отечественной науке[43]
- Почётный знак отличия Президента Украины (25 ноября 1993 года) — за исключительные заслуги в развитии отечественной науки, укрепление её международного авторитета, развитии Академии наук Украины, создании современной национальной школы электросварки[44]
- Знак отличия президента Украины «Юбилейная медаль «25 лет независимости Украины»» (19 августа 2016 года) — за значительные личные заслуги в становлении независимой Украины, утверждении её суверенитета и укрепление международного авторитета, весомый вклад в государственное строительство, социально-экономическое, культурно-образовательное развитие, активную общественно-политической деятельности, добросовестное и безупречное служение Украинскому народу[45]
- Почётное звание «Заслуженный деятель науки и техники УССР» (1968 год)
- Почётная грамота Кабинета Министров Украины (5 апреля 2002 года) — за самоотверженный многолетний труд во имя развития научно-технического прогресса, разработки и внедрения в производство новейших технологий, плодотворную деятельность, связанную с организацией работы Национальной академии наук[46]
- Почётная грамота Кабинета Министров Украины (26 ноября 2003 года) — за выдающиеся научные достижения в области сварки, металлургии и технологии металлов, весомый личный вклад в создание высоких технологий, многолетнюю плодотворную государственную и общественную деятельность[47]

Государственные награды СССР:
- Герой Социалистического Труда (Указ Президиума Верховного Совета СССР от 13 марта 1969 года, орден Ленина и медаль «Серп и Молот») — за большие заслуги в развитии советской науки[48]
- дважды Герой Социалистического Труда (Указ Президиума Верховного Совета СССР от 24 ноября 1978 года, Орден Ленина и вторая Медаль «Серп и Молот») — за выдающиеся заслуги в развитии советской науки и в связи с шестидесятилетием со дня рождения[49]
- Орден Ленина (27 апреля 1967 года) — за достигнутые успехи в развитии советской науки и внедрении научных достижений в народное хозяйство[50]
- Орден Ленина (17 сентября 1975 года) — за заслуги в развитии советской науки и в связи с 250-летием Академии наук[51]
- Орден Октябрьской революции (26 апреля 1984 года) — за большие заслуги в развитии науки, техники и технологии в области сварки и специальной электрометаллургии[52]
- Орден Трудового Красного Знамени (13 сентября 1943 года)
- Орден Дружбы народов (24 ноября 1988 года) — за большой вклад в развитие отечественной науки и активную общественно-политическую деятельность[53]
- почётное звание «Заслуженный изобретатель СССР» (24 июня 1983 года) — за успехи, достигнутые в разработке и внедрении изобретений, открывших новые направления в развитии техники и технологии и имеющих особо важное народнохозяйственное значение[54]
- медали

Иностранные награды:
- Орден «За заслуги перед Отечеством» I степени (Россия, 26 ноября 2008 года) — за выдающийся вклад в развитие мировой науки, укрепление научных и культурных связей между государствами — участниками Содружества Независимых Государств[55]
- Орден «За заслуги перед Отечеством» II степени (Россия, 27 ноября 1998 года) — за выдающийся вклад в развитие науки[56]
- Орден Почёта (Россия, 19 января 2004 года) — за большой вклад в развитие науки и укрепление дружбы и сотрудничества между Российской Федерацией и Украиной[57]
- Орден Дружбы народов (Белоруссия, 28 ноября 2008 года) — за большой личный вклад в создание Международной ассоциации академий наук, расширение научно-технического сотрудничества между Республикой Беларусь и Украиной[58][59]
- Орден Франциска Скорины (Белоруссия, 28 ноября 2003 года) — за большой личный вклад в развитие науки и техники, расширение научно-технического сотрудничества между Республикой Беларусь и Украиной[60][61][62]
- Орден Почёта (Молдавия, 15 февраля 2012 года) — в знак высокого признания особых заслуг в развитии межакадемических связей, за вклад в подготовку высококвалифицированных кадров для научно-исследовательских учреждений Республики Молдова и плодотворную научно-методическую деятельность[63]
- Орден «Слава» (Азербайджан, 26 ноября 2008 года) — за особые заслуги в развитии научных связей между Азербайджанской Республикой и Украиной[64][65]
- Орден Чести (Грузия, 23 октября 2003 года) — за большой личный вклад в развитие металлургии и технологии металлов, проведение важнейших исследований в области космических конструкций и основание в городе Тбилиси завода электросварочной аппаратуры, подготовку грузинских научно-технических кадров по программам международных стандартов, углубление научных, культурных и общественных связей между Грузией и Украиной, плодотворную научно-изобретательскую и педагогическую деятельность[66]
- Орден «Достык» II степени (Казахстан, 2007 год)[67]
- Орден «Данакер» (Кыргызстан, 24 ноября 2004 года) — за большой вклад в укрепление кыргызско-украинских отношений в области науки и образования[68]
- Орден Дружбы (Таджикистан, 2004 год)
- Великий офицер ордена «За заслуги перед Итальянской Республикой» (Италия, 28 октября 1996 года)[69]
- Большой командорский крест ордена Великого Князя Литовского Гедиминаса (Литва, 4 ноября 1998 года)[70].
- Орден «За заслуги перед Отечеством» I степени (ГДР, 1968 год)
- Орден «Кирилл и Мефодий» (НРБ, 1985 год)
- Орден Дружбы (Чехословакия, 22 сентября 1988 года)[71].
- Орден Дружбы (Вьетнам)
- Почётная грамота Национального собрания Республики Беларусь (3 декабря 2018 года) — за большие заслуги в развитии белорусско-украинского научного сотрудничества[72]
- Серебряная медаль ЮНЕСКО имени Альберта Эйнштейна

Премии:
- Сталинская премия третьей степени (1950 год) — за разведку нового способа и создание автоматов и полуавтоматов шланговой сварки
- Ленинская премия (1957 год) — за создание и внедрение в тяжёлое машиностроение электрошлаковой сварки
- Государственная премия УССР в области науки и техники (1970 год)
- Премия Совета министров УССР (1984 год)
- Премия Совета Министров СССР (1988 год)
- Премия «Триумф» (Россия, 2004 год)
- Государственная премия Украины в области науки и техники (9 декабря 2004 года) — за электрическую сварку мягких живых тканей[73]
- Премия «Глобальная энергия» (2010 год)
- Межгосударственная премия СНГ «Звёзды Содружества» (2013 год)[74]

Награды Академий наук:
- Золотая медаль имени М. В. Ломоносова (АН СССР, 1980 год) — за выдающиеся достижения в области металлургии и технологии металлов
- Золотая медаль имени С. П. Королёва (РАН, 2003 год) — за совокупность работ «Разработка и внедрение наукоёмких космических технологий по созданию трансформируемых крупногабаритных конструкций, отработке уникальных методик и средств проведения ремонтно-восстановительных работ на орбитальных пилотируемых станциях методами сварки, пайки, резки и нанесения покрытий»
- Золотая медаль имени В. И. Вернадского (НАН Украины, 2003 год)
- Золотая медаль имени Яна Чохральского (2006 год)

Звания:
- Почётный гражданин Киева (1998 год),
- Почётный гражданин Мариуполя (1998 год, за выдающиеся заслуги перед Мариуполем)
- Почётный профессор МФТИ (2003 год)[75]

Как дважды Герой Социалистического Труда, по тогдашним советским законам, Б. Е. Патон удостоен прижизненного бюста на родине — в городе Киеве. Патон — единственный киевлянин, увековеченный таким образом. Бюст Патона (скульптор А. Скобликов, 1982) установлен перед зданием академических музеев на улице Богдана Хмельницкого, 15.
В память о Патоне в сентябре 2020 года учреждена Золотая медаль имени Б. Е. Патона Национальной академии наук Украины. Она присуждается за выдающиеся достижения в создании инновационных научно-технических разработок, которые нашли широкое практическое использование.

## Увлечения
Патон много лет катался на водных лыжах, пока в возрасте 76 лет не сломал тазобедренный сустав. После этого просто плавал. Также Патон играл в теннис.